# Banska Bistrica
Banska Bistrica (slovaško Banská Bystrica, slovaška izgovorjava: [ˈbanskaː ˈbistritsa] (), znana tudi pod drugimi alternativnimi imeni) je srednje veliko mesto v osrednji Slovaški, ki leži ob reki Hron v dolgi in široki dolini, obkroženi z gorskimi verigami Nizkih Tater, Veľke Fatre in Kremniške gore. Banska Bistrica je s približno 75.000 prebivalci šesta najbolj naseljena občina na Slovaškem. Današnje mesto so ustanovili nemški naseljenci, ki so jih povabili madžarski kralji Árpádovci, v srednjem veku (kot del Ostsiedlung), vendar je bilo zgrajeno na nekdanji slovansko/slovaško/avarski naselbini. Bilo je del grofije Zolyom po madžarski osvojitvi. Med vladavino Béle IV. je leta 1255 pridobilo občinske privilegije svobodnega kraljevega mesta Kraljevine Ogrske in se naselilo z Nemci iz Thüringena. Mesto rudarjev bakra je dobilo današnjo slikovito podobo v poznem srednjem veku, ko so bogati meščani zgradili osrednje cerkve, dvorce in utrdbe. Je glavno mesto okraja (natančneje Banskobistriškega okraja) in okrožja (okres) Banska Bistrica). Je tudi sedež Univerze Mateja Bela. Kot zgodovinsko mesto z enostavnim dostopom do okoliških gora je Banska Bistrica priljubljena zimska in poletna turistična destinacija.

## Etimologija
Slovaško ime Banská Bystrica vključuje dva korena: pridevnik Banská iz slovaškega baňa – rudnik in ime lokalne reke Bistrica (iz slovanskega bistrica – hiter potok). Ime mesta v madžarščini: Besztercebánya prav tako izhaja iz potoka Beszterce (iz slovanskega imena potoka Bystrica), pripona bánya pa je povezana z rudniki mesta. Reka je dala ime mestu že leta 1255, ko je bilo latinsko ime Villa Nova Bistrice (kar pomeni »novo mesto Bistrica«) zabeleženo v dokumentu, v katerem je ogrski kralj Béla IV. mestu podelil kraljeve privilegije.
Več različic Bystrice (Byztherze, Bystrice, Bystrzice itd.) se je nato redno uporabljalo brez pridevnika, ki bi ga označeval kot rudarsko mesto do konca 16. stoletja. Staro nemško ime Neusohl (Novi Zvolen) (prvič zabeleženo leta 1300) in kasneje njegova latinska različica (Neosolium) odraža dejstvo, da so nekateri zgodnji naseljenci prišli iz bližnjega mesta Zvolen (takrat znanega v nemščini kot Altsohl, dobesedno "stari Zvolen"). Obe imeni sta se skozi zgodovino mesta uporabljali vzporedno in celo komplementarno (kot pri Novizolii Bistriciensis). V poznem 16. stoletju je uporaba rudarskega pridevnika postala pogostejša (kot v Bystrzicze na baniech ali Bystricze Banska, oboje iz leta 1530). Ta razvoj je povzročil sedanjo obliko imena, ki je bilo prvič zabeleženo leta 1773 kot Banska Bystrica. V Avstrijskem cesarstvu se je nemško ime Neusohl uporabljalo do kompromisa leta 1867, ko je postalo uradno madžarsko ime Besztercebánya. Vendar vzporedna raba slovaških ali nemških imen v pisnih zapisih v tem obdobju ni prenehala. Banská Bystrica je postalo uradno ime mesta leta 1920.

## Zgodovina
Najzgodnejša zgodovina Banske Bistrice je bila povezana z izkoriščanjem njenih bogatih nahajališč bakra (ter v manjši meri srebra, zlata in železa). Orodja, ki so jih uporabljali prazgodovinski rudarji na lokaciji Španska dolina, so datirana v čas 2000–1700 pred našim štetjem. Ljudje Lužiške kulture so zgradili svoja naselja v Španski dolini, Horné Pršany, Malachov in Sásová. Lokacije starodavnih gradišč se še vedno odražajo v lokalnem toponimu Hrádok, kar pomeni »majhna utrdba (kasneje: grad)«. Ozemlje je naseljevalo keltsko pleme Cotini (kultura Púchov) v 3. stoletju pr. n. št. Germansko pleme Quadi je prevzelo kraj v rimski dobi in pustilo na primer zaklad srebrnih artefaktov v Netopierski jaskyňa (Netopirska jama).
Sedanje mesto je bilo zgrajeno na nekdanjem slovanskem naselju. Po madžarski osvojitvi Karpatskega bazena je bilo vključeno v županijo Zólyom Kraljevine Ogrske. Prvo znano kamnito cerkev so zgradili saški priseljenci v takrat še samostojnem naselju Sásová v prvi polovici 13. stoletja, ko je območje pripadalo kralju. Po mnenju slovaških arheologov se je Banska Bistrica začela kot stalna naselbina v 9. stoletju. Drugi viri trdijo, da je mesto prenehalo obstajati zaradi napada Mongolov v letih 1243–44. Leta 1255 je kralj Béla IV. Banski Bistrici podelil obsežne občinske privilegije, da bi privabil več izkušenih naseljencev. Potomci nemških priseljencev v to in druge pokrajine so kasneje postali znani kot Karpatski Nemci. Mesto je cvetelo kot regionalno rudarsko središče. Ta je v drugi polovici 13. stoletja zgradil poznoromansko cerkev Device Marije. V istem obdobju je Banska Bistrica dobila svoj lasten grb, ki se je zgledoval po grbu vladajoče rodbine Árpádov, ki se je uporabljal tudi kot zgodovinska zastava Kraljevine Ogrske. Domači obrtniki so bili organizirani v petdeset cehov, med katerimi je bil najstarejši mesarski.
Premožni družini Fugger in Thurzo sta leta 1494 ustanovili uspešno podjetje Ungarischer Handel (nemško za »madžarsko trgovino«). Podjetje je v 16. stoletju postalo vodilni svetovni proizvajalec bakra, odvisno predvsem od rudnikov v okolici Banske Bistrice. Z najbolj sofisticiranimi rudarskimi tehnologijami v Evropi, naprednim računovodskim sistemom in ugodnostmi, vključno z zdravstveno oskrbo za svojih 1000 zaposlenih, je bil Ungarischer Handel eno največjih in najmodernejših zgodnjekapitalističnih podjetij. Zgodnji zapis o industrijski akciji rudarjev je iz leta 1526, ko se je moral mestni svet zateči v meje mestnega gradu. Prodor Osmanskega cesarstva proti severu je vodil magistrat, da je leta 1589 izboljšal mestne utrdbe s sodobnimi kamnitimi zidovi, in Turki niso nikoli zavzeli regije. Banska Bistrica je v 16. stoletju postala eno najpomembnejših središč protestantske reformacije v Ogrskem kraljestvu. Kasneje se je moralo mesto boriti za svojo versko svobodo, zagotovljeno s kraljevo listino, proti vladajoči dinastiji avstrijskih rimskokatoliških Habsburžanov, za svojo fizično neodvisnost proti osmanskim Turkom in za svojo samoupravo proti mogočnim magnatom Ogrske kraljevine. Leta 1620 je bil transilvanski princ Gabriel Bethlen, protestant, izvoljen za madžarskega kralja na zboru v Banská Bystrici.
Vas Radvaň, ki je danes okrožje Banske Bistrice, je leta 1655 dobila gospodarsko pomembno pravico za prirejanje letnih sejmov (Radvanský jarmok). Sejem so v 20. stoletju preselili na glavni trg Banske Bistrice. Zaloge bakra so bile do 18. stoletja skoraj izčrpane, vendar so se razvile nove industrije, kot so lesna, papirna in tekstilna. Leta 1766 je mesto postalo glavno mesto okraja Zólyom, ko je Banska Bistrica postala tudi sedež rimskokatoliške škofije (1776) in več visokošolskih ustanov. Javne službe so se razširile v 19. stoletju z ustanovitvijo stalne mestne bolnišnice (1820), mestnega gledališča (1841) in mestnega muzeja (1889). Železnica je v mesto prispela iz Zvolena leta 1873.
Potem ko je Avstro-Ogrska izgubila prvo svetovno vojno, je Banska Bistrica skupaj s celotnim severnim delom Madžarske z mirovno pogodbo v Trianonu leta 1920 pripadla Češkoslovaški.
Med drugo svetovno vojno je Banska Bistrica postala središče protinacistične opozicije na Slovaškem, ko se je 29. avgusta 1944 iz mesta začela slovaška narodna vstaja, eden največjih   protinacističnih odporniških dogodkov v Evropi. Uporniki so bili 27. oktobra poraženi in Bansko Bistrico so za kratek čas zasedle nemške sile, preden so jo 26. marca 1945 osvobodile sovjetske in romunske enote. Po vojni je Banska Bistrica postala upravno, gospodarsko in kulturno središče osrednje Slovaške. Od 1950-ih je univerzitetno mesto. Njena največja Univerza Mateja Bela je bila ustanovljena leta 1992.

## Geografija
Banska Bistrica stoji na nadmorski višini 362 metrov in pokriva površino 103,37 kvadratnih kilometrov. Je približno na pol poti med dvema največjima slovaškima mestoma, 208 kilometrov severovzhodno od slovaške prestolnice Bratislave in 217 kilometrov zahodno od Košic. Veriga diskretnih predmestij in vasi ga povezuje z Zvolenom, drugim večjim mestom 20 kilometrov na jugu.
Banska Bistrica stoji v dolini reke Hron (slovaško Pohronie). Reka Hron se vije skozi mesto od vzhoda proti jugu. Mesto gnezdi med tremi gorskimi verigami: Nizke Tatre na severovzhodu, Veľká Fatra na severozahodu in gore Kremnica na zahodu. Vse tri so zaradi svoje okoljske vrednosti zavarovana območja. Banska Bistrica gosti sedež Narodnega parka Nizke Tatre. Kljub bližini teh gorskih verig v lokalni pokrajini prevladuje precej nižja gora Urpín, visoka 510 metrov, ki je priljubljen kraj za rekreacijo.
Območje mesta je v severnem zmernem pasu in ima celinsko podnebje s štirimi izrazitimi letnimi časi. Zanjo je značilna velika razlika med vročimi poletji in mrzlimi, sneženimi zimami.

### Demografija
| Leto          | 1994   | 2004    | 2014    | 2024    |
| ------------- | ------ | ------- | ------- | ------- |
| Število ljudi | 84.741 | 81.704  | 79.027  | 73.533  |
| Razlika       |        | −3,58 % | −3,27 % | −6,95 % |

| Leto          | 2023   | 2024    |
| ------------- | ------ | ------- |
| Število ljudi | 74.065 | 73.533  |
| Razlika       |        | −0,71 % |

## Gospodarstvo
Medtem, ko je Banska Bistrica blaginjo dobila z rudarjenjem bakra v daljni preteklosti, so zdaj najpomembnejši sektorji lokalnega gospodarstva turizem, lesna in strojna industrija. Dva izmed največjih delodajalcev na Slovaškem, Slovenská pošta (javna poštna služba, uvrščena na 3. največje delodajalce) in Lesy SR (nacionalna služba za gozdove, uvrščena na 13. mesto) imajo svoj sedež v Banski Bistrici. V obdobju 2007–2013 je mesto začelo sodelovati z občinami Zvolen in drugimi sosednjimi občinami, da bi skupaj razvili eno večjih slovaških metropolitanskih območij. Občinska strategija gospodarskega razvoja predvideva Bansko Bistrico kot regionalno središče turizma, storitev, uprave in podjetništva. Proklamirani trije stebri prihodnjega razvoja so naravna in kulturna dediščina, informacijske tehnologije in infrastruktura.
BDP na prebivalca je leta 2001 znašal 3643 €, kar je bilo pod slovaškim povprečjem (4400 €). BDP na prebivalca v Banskobistriškem okraju je leta 2004 znašal 10.148,70 EUR po SKM (tekoči evrih), kar je bilo pod povprečjem Slovaške, ki je znašalo 12.196,20 EUR po SKM. Novejši podatki, razčlenjeni na raven okrožij ali občin, niso na voljo, vendar imajo vsi regionalni sedeži Slovaške BDP na prebivalca nad povprečji svoje regije. Stopnja brezposelnosti v Banski Bistrici je bila decembra 2006 6,2 %, pod povprečjem države, ki je takrat znašala 9,4 %. Stopnja brezposelnosti v celotni državi se od takrat znižuje in je novembra 2007 dosegla 7,8 %.
Mesto je imelo uravnotežen proračun v višini več kot ene milijarde slovaških kron (skoraj 33 milijonov evrov leta 2007) z majhnim primanjkljajem 37 milijonov kron. Več kot petina proračuna je bila porabljena za investicije. Največji prihodek je predstavljala dohodnina fizičnih oseb (437 milijonov kron v letu 2006).

## Zanimivosti
Večina zgodovinskih spomenikov je skoncentriranih v bližini osrednjega, slikovitega trga SNP (slovaško Námestie SNP), ki je poleti poln rož in uličnih kavarn. Trg je poimenovan po Slovaški narodni vstaji. Nad njim dominira stolp z uro, zgrajen leta 1552. Čeprav je manj znan kot njegov slavni dvojnik v Pisi, je poševni stolp z vrhom 40 centimetrov stran od navpičnice. V 18. stoletju so na trgu postavili kužno znamenje (slovaško Morový stĺp) v zahvalo Devici Mariji, da je odpravila smrtonosno kugo. Steber je bil začasno odstranjen pred obiskom sovjetskega voditelja Nikite Hruščova leta 1964, ker je verski simbol veljal za preveč neprijetno ozadje za govor komunističnega voditelja. Stolnica sv. Frančiška Ksaverija (slovaško Kapitulský kostol) je kopija jezuitske cerkve Il Gesù v Rimu in je od leta 1776 sedež rimskokatoliške škofije Banska Bistrica. Drugi večji spomeniki na trgu vključujejo secesijski vodnjak z začetka 20. stoletja in črni obelisk, postavljen v čast sovjetskim vojakom, padlim med osvoboditvijo mesta leta 1945.
Večina stavb, ki obkrožajo trg in v bližnjih ulicah, so dobro ohranjeni gotski, renesančni in baročni plemiški dvorci ter rezidence premožnih meščanov. Najbolj zanimivi med njimi sta hiša Benicky in hiša Thurzo, pri čemer je v slednji muzej z regionalno arheološko zbirko in izjemnimi gotskimi freskami. Večina stavb v središču je spremenjenih v luksuzne trgovine, restavracije in kavarne. Sam Trg SNP je bil v celoti rekonstruiran leta 1994.
Muzej, ki je ob Spomeniku slovaške narodne vstaje, vsebuje veliko vojaško zbirko, vključno z razstavo na prostem o tankih, topništvu, letalih in oklepnih vlakih iz druge svetovne vojne.
Banska Bistrica ima tudi veliko mrežo označenih pohodniških poti po vsem mestu. Pozimi privablja ljubitelje teka na smučeh in smuka, saj so v bližini mesta številna smučišča, med njimi tudi letovišče Donovaly, ki slovi po dirkah s pasjimi vpregami.

### Mestni grad
Najstarejši del Banske Bistrice je mestni grad na robu trga SNP. Zaprto je znotraj tistega, kar je ostalo od njegovih prvotnih utrdb − barbakana, ki ščiti glavna vrata, tri bastijone in del obzidja. Mestni grad je služil kot upravno središče mesta in je varoval tudi kraljevo zakladnico. Župnijska cerkev Marijinega vnebovzetja (slovaško Farský kostol), zgrajena v romanskem in gotskem slogu, vsebuje dragocene gotske oltarje in skulpture. Enega od oltarjev je izrezljal znameniti mojster Pavel iz Levoče. Cerkev je bila zgrajena v 13. stoletju. Še vedno jo obdajajo ostanki starodavnega pokopališča. Sosednjo cerkev svetega Križa so leta 1452 zgradili slovaški meščani kot protipostavko cerkvi Device Marije, ki je takrat dobila atribut nemška. Matijeva hiša (slovaško Matejov dom) je bila zgrajena leta 1479 kot petnadstropna poznogotska stavba z gotskim portalom in kamnitim konzolnim balkonom. Služila je kot začasna rezidenca kralja Matije Korvina in njegove kraljice Beatrix. Renesančna stara mestna hiša iz leta 1500 je bila spremenjena v muzej umetnosti.

## Pobratena mesta
Banská Bystrica pobratena z:
- Alba, Italija (od 1967)
- Ascoli Piceno, Italija (od 1998)
- Budva, Črna Gora (od 2001)
- Charleston, West Virginia, ZDA (od 2010)
- Dabas, Madžarska (od 2000)
- Durham, Anglija, Združeno kraljestvo (od 1967)
- Halberstadt, Nemčija (od 1998)
- Herzliya, Izrael (od 1995)
- Hradec Králové, Češka (od 1967)
- Kovačica, Srbija (od 2002)
- Larisa, Grčija (od 1988)
- Mangalia, Romunija (od 2006)
- Montana, Bolgarija (od 1995)
- Radom, Poljska (od 2001)
- Salgótarján, Madžarska (od 1967)
- Tarnobrzeg, Poljska (od 1995)
- Tula, Rusija (od 1967)
- Vršac, Srbija (od 2004)
- Zadar, Hrvaška (od 1995)

### Druge oblike sodelovanja
- Jyväskylä, Finska (od 2006)
- Sumi, Ukrajina (od 2016)[27]
- Šenjang, Kitajska (od 2006)